# Cerro del Guaycurú
Der Cerro del Guaycurú ist ein Hügel in Uruguay.
Er befindet sich im östlichen Gebiet des Departamentos Durazno in der 8. sección judical. Der Cerro del Guaycurú liegt nahe der Landzungen des Yí. Der Hügel ist von eher geringer Erhebung und war jedenfalls zu Beginn des 20. Jahrhunderts noch nicht im Kartenmaterial erfasst.